# Abraxas nigrescens
Abraxas nigrescens là một loài bướm đêm trong họ Geometridae.